# 蒲团乡
蒲团乡，是中华人民共和国湖北省鄂州市华容区下辖的一个乡镇级行政单位。

## 行政区划
蒲团乡下辖以下地区：
大庙村、瓜圻村、郭当村、何桥村、横山村、上倪村、石竹村、小港村、小庙村和蒲团农场。

## 交通
- 武九客运专线、武黄城际铁路：华容南站